# جوشوا لورانس تشامبرلين
جوشوا لورانس تشامبرلين (بالإنجليزية: Joshua Chamberlain)‏ (و. 1828 – 1914 م) هو ضابط، وأستاذ جامعي، وسياسي، من الولايات المتحدة، ولد في بريور، كان عضوًا في الحزب الجمهوري، وكان عضوًا في فاي بيتا كابا، ويحمل رتبة عسكرية عميد، توفي في بورتلاند، مين، عن عمر يناهز 86 عاماً.

## مناصب
تولى منصب حاكم مين ‏ (2 يناير 1867–4 يناير 1871).

## التعليم
تعلم في كلية بودوين، وBangor Theological Seminary ‏.

## الخدمة العسكرية
خدم في جيش الاتحاد، والقوات البرية للولايات المتحدة.

## جوائز
حصل على جوائز منها:
- ميدالية الشرف.